# Le Peuple des abîmes
Pour plus de détails, voir Fiche technique et Distribution.
Le Peuple des abîmes (The Lost Continent) est un film britannique réalisé par Michael Carreras, sorti en 1968.

## Synopsis
Le cargo Carita, transportant un explosif très volatil, échoue après une tempête dans la célèbre mer des Sargasses, où d'autres navires comme lui ont échoué. Mais le capitaine Lansen qui commande le vaisseau va de surprises en surprises lorsque son équipage composé de scientifiques et lui découvrent un peuple qui vit comme autrefois avec des règles hors du temps. Ils sont aussi attaqués par des monstres antédiluviens.

## Fiche technique
- Titre français : Le Peuple des abîmes
- Titre original : The Lost Continent
- Réalisation : Michael Carreras
- Scénario : Michael Carreras d'après le roman de Dennis Wheatley
- Musique : Gerard Schurmann
- Photographie : Paul Beeson
- Montage : Chris Barnes
- Chanson du thème : How cool is Cool par The Peddlers
- Effets spéciaux : Robert A. Mattey
- Production : Michael Carreras
- Sociétés de production : Seven Arts Productions & Hammer Films
- Société de distribution : Twentieth Century Fox
- Pays :  Royaume-Uni
- Langue : Anglais
- Format : Couleur - Mono - 35 mm - 1.85:1
- Genre : Aventures, Science-fiction

## Distribution
- Eric Porter : Capitaine Lansen
- Hildegard Knef : Eva Peters
- Suzanna Leigh : Unity Webster
- Tony Beckley : Harry Tyler
- Nigel Stock : Dr Webster
- Ben Carruthers : Ricaldi
- Jimmy Hanley : Patrick
- Dana Gillespie : Sarah
- Neil McCallum : Le commandant en second Hemmings
- Reg Lye : Le timonier
- James Cossins : Nick
- Norman Eshley : Jonathan
- Victor Maddern : Le second
- Darryl Read : El Diablo
- Eddie Powell : Le Grand inquisiteur
- Donald Sumpter : Sparks, opérateur radio
- Cynthia Myers (non créditée)

## DVD (France)
Le film est sorti sur le support DVD dans la collection Les Trésors de la Hammer :
- Le Peuple des abîmes (DVD-9 Keep Case) sorti le 5 octobre 2005 édité par Metropolitan Vidéo et distribué par Seven7. Le ratio écran est en 1.77:1 panoramique 16:9. L'audio est en Français et Anglais 2.0 mono Dolby Digital avec présence de sous-titres français. En suppléments un documentaire Les archives de la Hammer : Les films d'aventures (25' sous-titré en français) ainsi que la bande annonce d'époque. Il s'agit d'une édition Zone 2 Pal[1].